# Аскоспоре
Аскоспора - спора садржана или формирана у аскусу (торби). Ова врста спора је карактеристична за гљиве одељења аскомицета (лат. Ascomycota) .
Један аскус најчешће садржи осам аскоспора, али код неких врста може бити више или мање (од 4 до 128)  . Ових осам спора настају комбинацијом мејозе и накнадне митотске ћелијске деобе. Мејоза претвара језгро оригиналне диплоидне ћелије ( зиготе ) у четири хаплоидне ћелије. Пре мејозе, ДНК оба сета хромозома у зиготи се реплицира (удвостручује), тако да хромозоми двоструког скупа постају бихроматидни. Језгро, које садржи два сета бихроматидних хромозома, дели се у две фазе, дели се на четири нова језгра. Сваки од њих има један (хаплоидни) скуп једнохроматидних хромозома. Након овог процеса, свако од четири нова језгра поново удвостручује своју ДНК и дели се митозом. Као резултат, формира се асцус са четири пара спора.
Код многих аскомицета, аскоспоре су распоређене линеарно у аскусу, олакшавајући генетску анализу производа мејозе .